# キース・リチャーズ
キース・リチャーズ（Keith Richards, 1943年12月18日 - ）は、イギリスのロック・ミュージシャン、ギタリスト。ミック・ジャガー、ブライアン・ジョーンズと共にローリング・ストーンズを結成した。ジャガー/リチャーズ名義で数多くの楽曲を制作し、ヒットさせている。また、ジャガーとの「グリマー・ツインズ」名義でプロデュースも行う。ローリング・ストーンの選ぶ「最も偉大な100人のギタリスト」において2003年は第10位、2011年の改訂版では第4位。

## 略歴
キース・リチャーズは1943年、ケント州ダートフォードで労働者階級の家庭に生まれる。13歳の時、母親から贈られたギターに傾倒するようになる。ダートフォード・テクニカル・スクールに入学するが、除籍される。1960年、シドカップ・アート・スクール在学中に幼い頃からの知り合いだったミック・ジャガーに再会。しかし、それまでも互いに話すことはなくとも見かけることはあったという。リチャーズによると、ダートフォード駅にいたジャガーと再会した際、ジャガーがマディ・ウォーターズとチャック・ベリーのレコードを所持していたため声をかけたという。（その様子はストーンズ結成２５年目に制作された映像作品「２５×５」で本人達による回想で詳しく語られている）。彼らは、お互いにロックンロールやR&Bに興味があることを知り、バンドを結成する。こうしてジャガーとともに「当時面白いことが起きつつあるって思っていた」というリチャーズはロンドンに移り住んだ。1962年、そこでブライアン・ジョーンズと出会い、ロンドンのはずれのエディス・グローヴに3人で暮らすようになる。同年ブルースやR&Bのコピーバンドとして、ローリング・ストーンズを始動させる。やがてベースにビル・ワイマン、ドラムにチャーリー・ワッツを加えて、1963年シングル「カム・オン」で、ローリング・ストーンズはデビューする。この際にリチャーズは名字をリチャードへ変更している。これは、マネージャーだったアンドリュー・オールダムの発案で、リトル・リチャードやクリフ・リチャードを真似る事でよりポップ・スターらしさを演出するためであった。1978年からは本名のリチャーズを再度使用している。

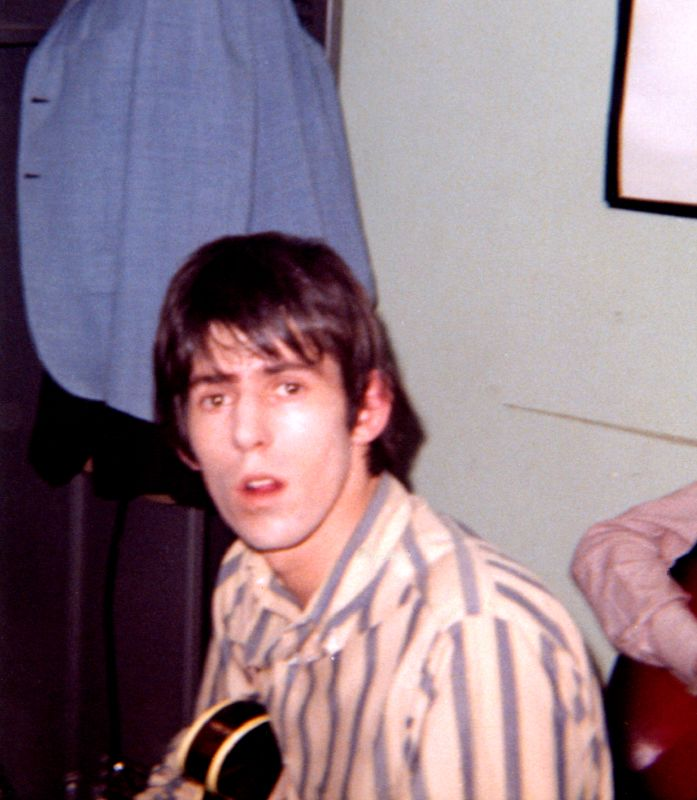
1965年

当初、カバーバンドとして活動を開始したストーンズだったが、オールダムの方針で、リチャーズはジャガーと共に自作曲の制作を開始し、その共同名義に「ジャガー/リチャーズ」を宛てた。やがてこのソングライティングチームは多くのヒット曲を連発し、リチャーズはジャガーと並んでバンド内での主導権を得た。1969年、初期のリーダー格だったジョーンズの脱退と死去に伴い、それは決定的となる。
1967年、薬物乱用の疑いにより家宅捜査を受け検挙されてから約10年間、断続的に薬物による問題を起こす。この家宅捜査についてはいくつかの疑問が残されていて、リチャーズ自身も「記憶にないヘロインが自分の家から出てきたんだ」と発言している(薬物中毒が悪化すると、麻薬を購入したことや、それを保管した場所だけでなく、使用したことすらも完全に忘れてしまう症状が出ることがある)。1972年、フランスのニース治安裁判所から交友関係のあった女優アニタ・パレンバーグとともに麻薬使用に対する逮捕状が出される。1977年、トロントで麻薬売買の容疑で逮捕されると本格的に薬物中毒の治療に取り組み、現在では完治に成功している。
また、1978年12月にはソロ名義でシングル「ハーダー・ゼイ・カム／ラン・ルドルフ・ラン」（前者はジミー・クリフの、後者はチャック・ベリーの、それぞれカヴァー）を発売している。薬物中毒から立ち直ったリチャーズだが、1980年代に入ってジャガーとの軋轢を徐々に悪化させ始める。アルバム『アンダーカヴァー』の発売後、ミックが本格的にソロ活動を行い始めたことが一因となっている。キースにとってはストーンズが活動の中心であったため、こうしたミックの活動に我慢ができなくなっていった。さらに不運が続き、メンバーたちの仲を取り持っていたイアン・スチュワートが死去。このために軋轢が激化し互いに歯止めが利かなくなっていったことで、80年代半ば、ストーンズは解散の危機を迎えた。

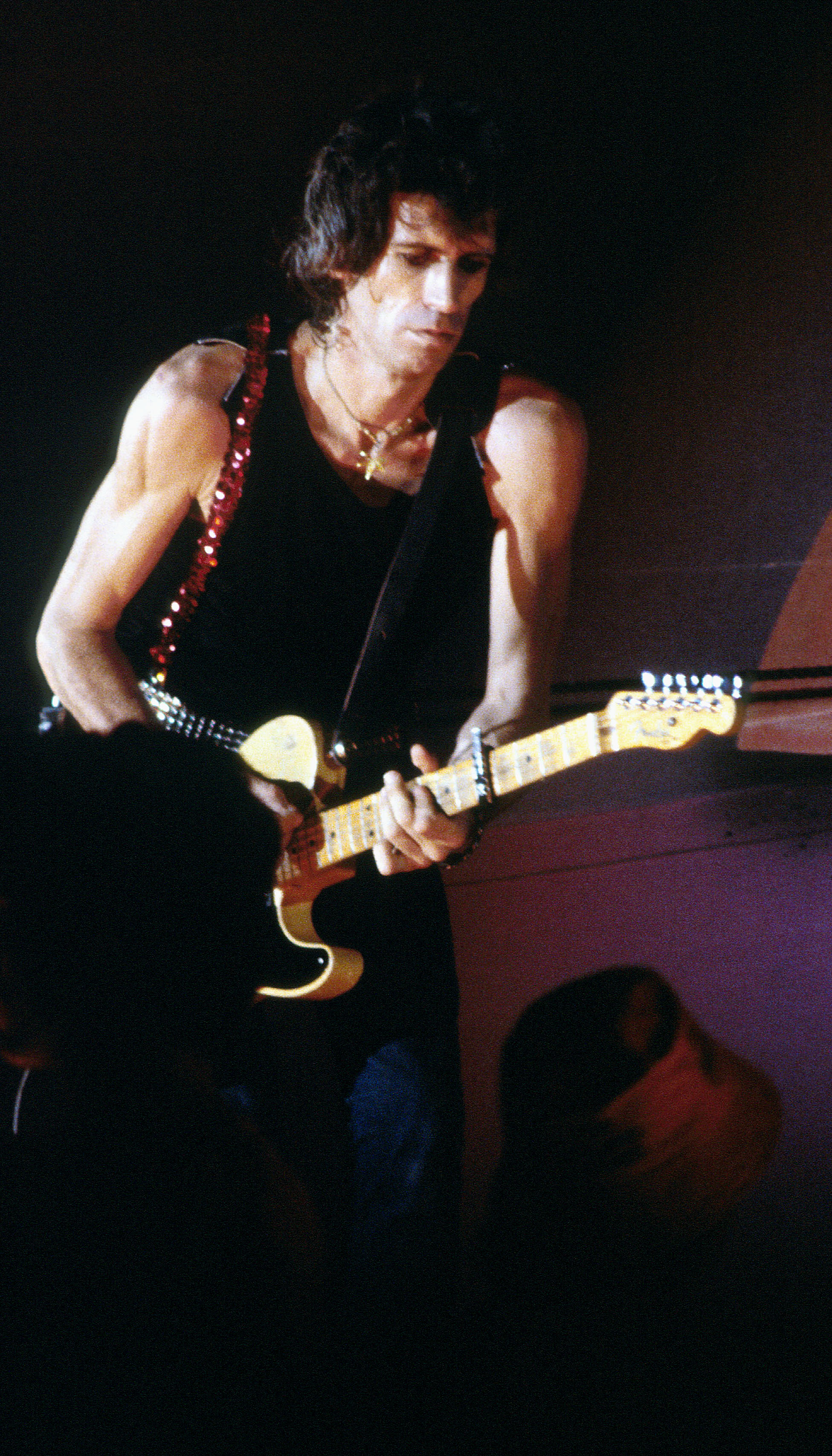
1982年

そんなバンドの状態の中、1986年には『ダーティ・ワーク』を発表した。この作品は、ほぼ全編に渡ってキース主導の下制作されたことが強く影響していることから、「キースのアルバム」と呼ばれることもある。同作品の最後には、キースのアイディアで1985年12月に亡くなったスチュワートへの追悼の意味もこめて、彼の弾く「キー・トゥ・ハイウェイ」が隠しトラックとして収められている。またこの頃、キースは憧れているチャック・ベリーの還暦を祝うこと、影響を与えたことに対する感謝の意味を込めてチャックのドキュメンタリー映画を製作。キース自身がプロデューサーとなりながら、長年のノウハウを用いてチャックのバックに努めている。この映画は「ヘイル!ヘイル!ロックンロール」として1986年に公開され、翌1987年のナショナル・ボード・オブ・レビュー賞 ドキュメンタリー映画賞に見事輝いている。この映画によるセッションがきっかけで、ついにキースはこのバンドで組んだドラマー、スティーヴ・ジョーダンと共にソロ・プロジェクトを立ち上げた。これはメンバー中、もっとも遅い本格的なソロ活動となった。キース・リチャーズ＆エクスペンシヴ・ワイノーズとして活動を始めたキースは、1988年にアルバム『トーク・イズ・チープ』をリリースし、数は多くないながらもツアーも行っている。アルバムではキースのリーダー作という雰囲気が全編に渡って感じられる仕上がりとなっているが、プロデュースの名義にはジョーダンの名もあげられている。ジョーダンは後にこのことについて、「キースが曲から歌詞まで全部やると思ってたのに、アイディアを求められたんだ」と発言している。ちなみに、エクスペンシヴ・ワイノーズとは「飲んだくれ」という意味で、レコーディング中に高級な酒ばかりを飲んでいたことに由来し、キースらしいジョーク混じりの意味に転じたもの。

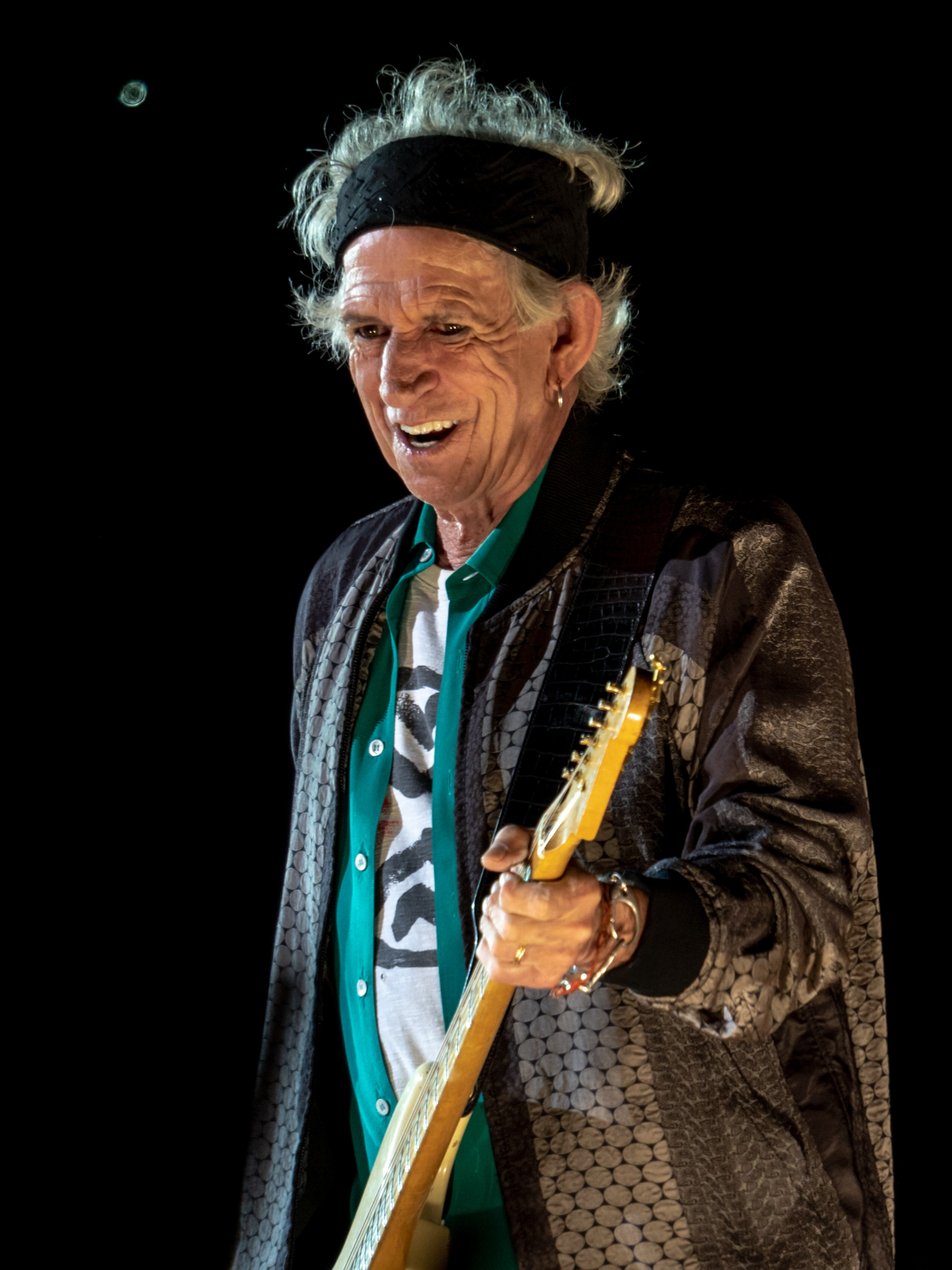
近年のキース（2018年）

1989年になると、各自で行っていた活動に変化が訪れた。ロン・ウッドによる提案で、キースはミックと対面しリラックスムードの中ストーンズの活動について話し合う機会を得た。そこでは自然と新たな曲作りが行われ始めたとのことで、一気にレコーディングという流れになっていったという。こうして新作『スティール・ホイールズ』をリリースし、同時に大規模なワールド・ツアーを行うことも発表された。この中には、日本での公演も含まれていた。こうして無事にツアーを終了させたキースは、再び自身のバンドであるエクスペンシヴ・ワイノーズを開始させ、1992年にアルバム『メイン・オフェンダー〜主犯〜』をリリースした。このアルバムを引っさげてワイノーズは一部のヨーロッパと南米地域だけでツアーを行った。このツアーでは、先のストーンズとして行ったツアーの成功に伴う部分が大きかったが、いくつかの公演ではスタジアムも使われこれを成功させている。
ワイノーズの活動と前後して、ストーンズのベーシストであるビル・ワイマンがストーンズを脱退する。このためキースは新たにバンドのベーシストのオーディションを行わなくてはならなくなった。このオーディションの結果、ダリル・ジョーンズがストーンズの新しいベーシストに決定したが、正式なメンバーではなくサポート・メンバーとしての採用だった。同時にそのまま新曲のレコーディングが決まり、1994年には『ヴードゥー・ラウンジ』として発売され前回同様、大規模なツアーが行われた。以降キースは、ストーンズとして活動を行うためにソロ・プロジェクトは行っていない。21世紀を迎えた現在、幾多の困難を乗り切り自身70歳を過ぎたにもかかわらず、ローリング・ストーンズを「世界最高のロックバンド」として牽引し続けている。
2015年9月、23年ぶりの新作ソロ・アルバム『クロスアイド・ハート』を発表し、全英アルバムチャートではソロ・アルバムとしては自己最高の7位、アメリカのBillboard 200でも自己最高の11位を記録した。

## 人物

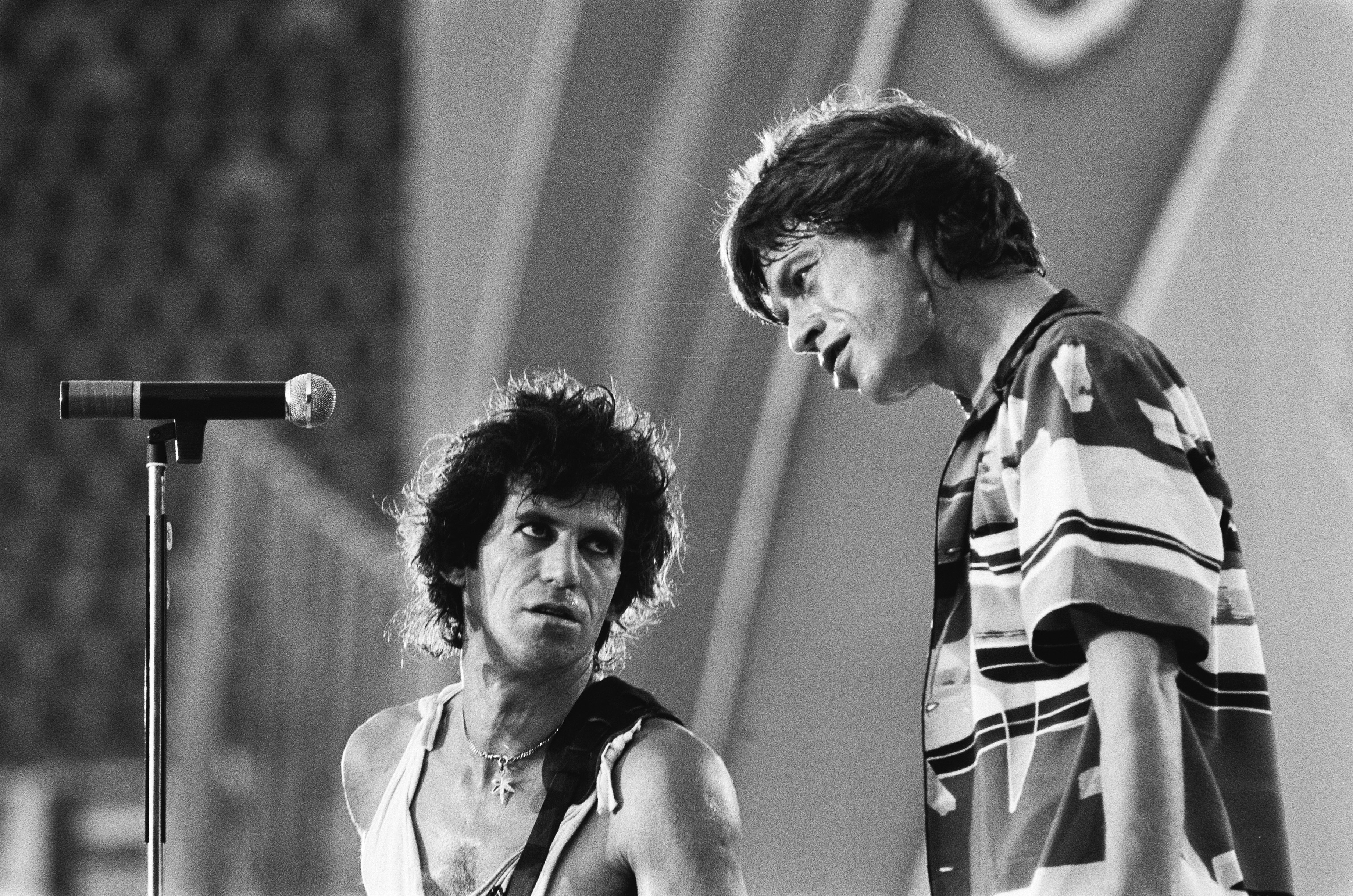
長年の相方ミック・ジャガーと（1982年）

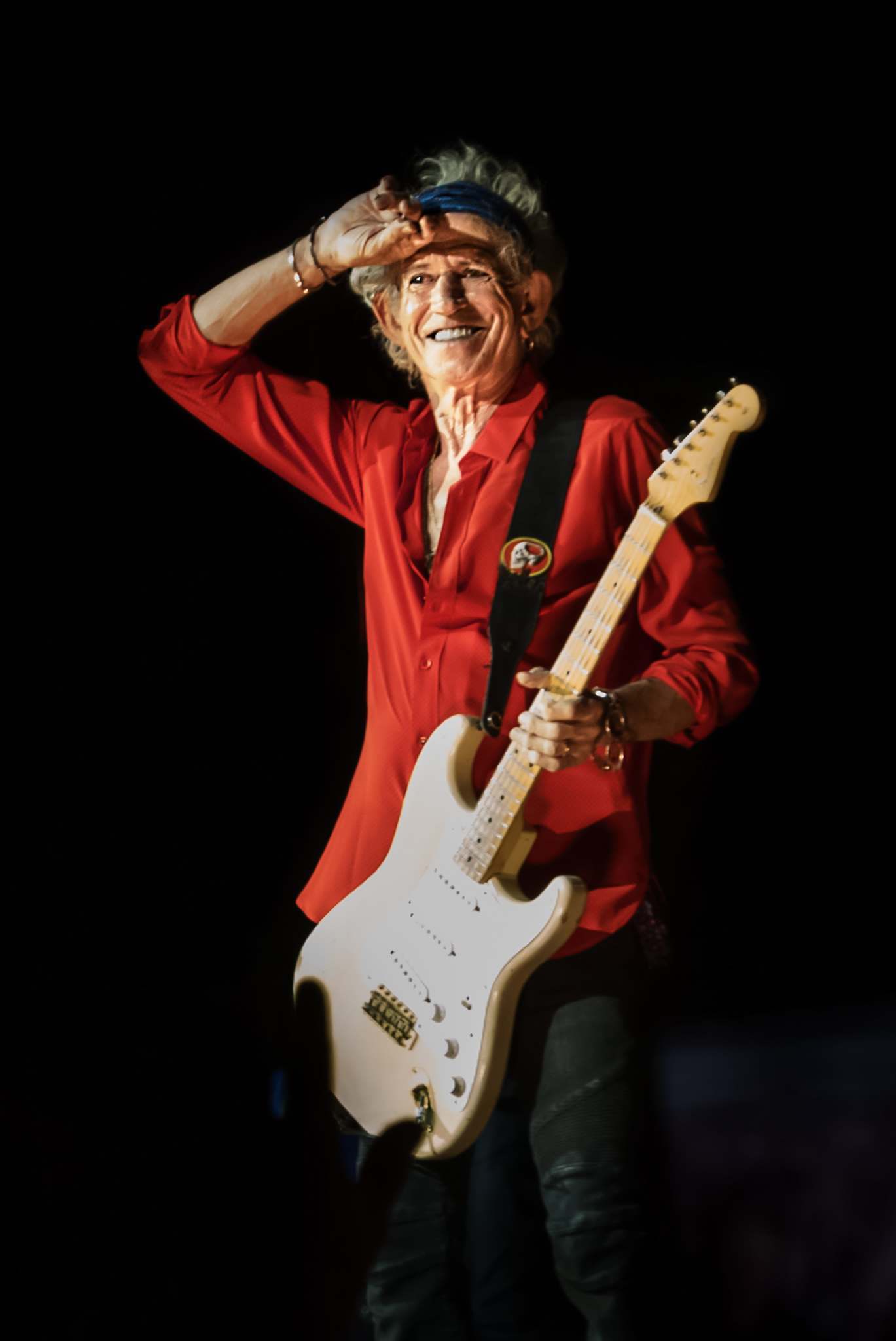
2018年

ロック・ミュージックが不良の音楽と呼ばれ、そのイメージの代表格であるローリング・ストーンズにおいて、ミック・ジャガーと共にストーンズの音楽性の柱であるキースは、同時に不良のイメージの柱でもある。後述するドラッグ問題に代表されるキースの無法者的イメージは、ロックンロールのひとつのアイコンとして語られることもしばしばである。しかし、ドラマーのチャーリー・ワッツによれば、キースはどちらかといえば無口で内向的な人間なのだという。また、実際に会った人々（インタビュアーやコメンテーターも含む）によれば、着飾らない人間味溢れた人物であるという。悲しみにくれたエリック・クラプトンに手紙を送ったこともある他（後述）、2011年にはイギリスワイト島にあるAngel Radioというラジオ局のトランスミッターが損傷し、直すのに資金がないということを知って会計士を通じてその資金を提供したという。Angel Radioはリスナーからの寄付によって経営されているため、設備費についても同様のことである。後に同ラジオ局は、BBCのインタビューに「キースからの寄付と知って心臓が止まりそうになった」と語っていて、残った資金はライセンス料の支払いに回すことができたといったことなどはそれを示したエピソードである。2011年に東日本大震災が発生した際は日本の惨状に非常に心を痛めたという。彼はすぐに自身のホームページにメッセージを掲載し、数量限定でTシャツを販売、その収益を被災者支援に充てるといった行動を取っている。

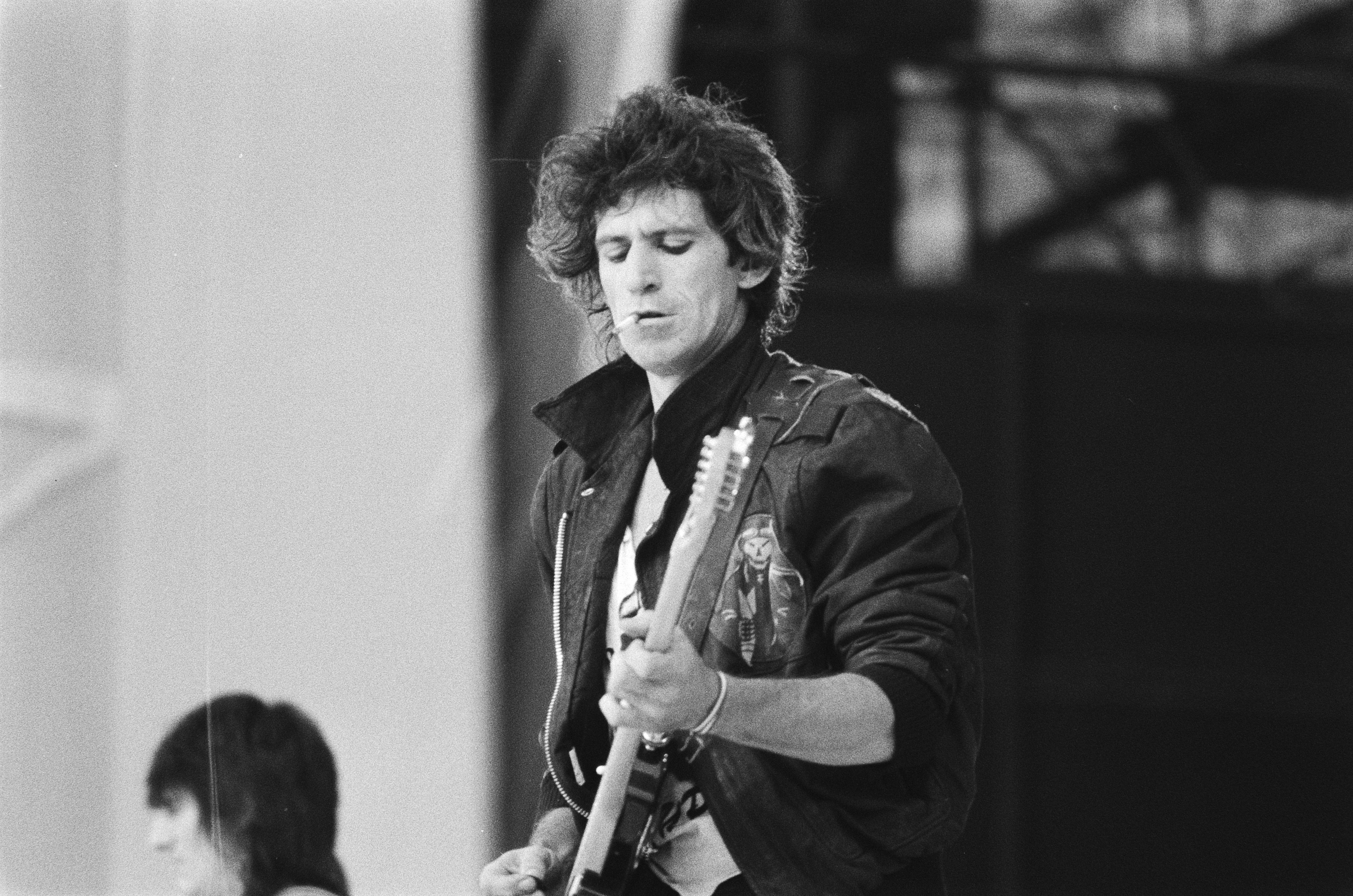
タバコを咥えながらのプレイ（1982年）

また、大変なヘビースモーカーでもある。キースは、バンドメイトであるロンのアルコール問題について質問された際、「酒はやめられてもタバコはやめられない」と発言した。インタビュー中や、プライベートな映像の中でも喫煙しながらそれらに応じている姿が見られ、多くのライヴ映像などでも演奏中にタバコを吸いながらプレイしているのが確認できる。70年代にはドラッグを頻繁に摂取していたことでジャンキーとなっていたが、70年代末にクリーンアップに成功して以降も、タバコだけは長年に渡り吸い続けた。後述のジョニー・デップとの映画出演の際も、撮影現場で喫煙し、瞬く間に灰皿がおびただしい吸い殻に埋もれたという。2006年にはア・ビガー・バンツアーで行われたスコットランド公演にてステージで喫煙した際、当局より罰金を課せられる可能性があると警告されたこともある。スコットランドでは近年の世界的な禁煙傾向の高まりを受けて条例によって公共の場での喫煙は罰則を受けることになっているため、ステージでのパフォーマンスも意識したキースの喫煙が適用されるかが焦点だった。しかし、ステージは条例適用外として罰則が与えられることはなかった。
長年に渡り喫煙を続けたキースだが、2019年秋を境に禁煙したことを公表した。
ミック・ジャガーがビジネスマンとしての才覚も持ち、音楽的にも最新の音にも目を配る鋭敏さと抜け目無さを持ち合わせているのに対し、キースはあくまでバンドマンとして演奏することに心血を注ぐ職人気質な姿勢を貫いており、打ち込み等を多用した流行の音にも背を向け、あくまでブルースやレゲエといった「生身の人間によるグルーヴ」にこだわる姿勢を見せている。しかし最新のサウンドに全く興味がないわけではなく、MXR社が新型エフェクターであるフェイザーを先駆けて販売した際、アルバム『女たち』で、その特性上作成可能な4種類全てのサウンドをいち早く使用している。80年代以降はミックとキースのこの正反対の性格が、時として両者の対立も生んでいるが、この2つの個性のぶつかりがあってこそ、ストーンズは存続しているのである。
「眠らない男」としても有名である。アルバム『メイン・ストリートのならず者』のレコーディング時には、9日間一睡もしなかった時があったという。このエピソードについてキースは、スタジオで仕事をし続けていたら思ったよりも時間が経っていたという程度の認識しか持っておらず、まさか一週間以上も経過していたとは思わなかったという。また、この時もっとも長く付き合ってくれたのがチャーリーだったとも語っている。こうしたエピソードなどから、チャーリー・ワッツの人柄とドラムに対して絶大な信頼を寄せている。
『パイレーツ・オブ・カリビアン/呪われた海賊たち』の主演、ジョニー・デップは、主人公のジャック・スパロウ船長はキースをイメージして演じた、と公言している。これは、海賊は反逆者であり、反逆者といえば象徴になるのはロック・ミュージシャンだということから着想を得たのだという。なお、キース自身も2007年、シリーズ3作目『パイレーツ・オブ・カリビアン/ワールド・エンド』でジャック・スパロウの父親、ティーグ役として出演しギターを弾く姿を見ることができる。ちなみに、ミックとの関係が悪化していた時期には、頻繁に映画出演を繰り返していた彼に苦言を呈する意味で「自分は映画出演なんかしない」と宣言した事もあった。そもそも、2作目にオファーされた時は断わっており、この出演はジョニーの熱望で実現したものである。なお、ジョニー・デップによるとキースは出演したシーンは全て2テイクで撮っており、キースが帰った後に「キースは2テイクの男なんだ」と嬉しそうにインタビューで語っている。このティーグ役はハマリ役だとして、映画ファンからも好評を得た。これを受けてキースは、同シリーズ4作目にあたる『パイレーツ・オブ・カリビアン/生命の泉』にも同キャラクターとして再出演することに繋がった。さらに、5作目が製作されることになれば、再びこの役で出演するだろうとも語っている。
またキースは、エリック・クラプトンやジョージ・ハリスンとは互いにブラザーと呼ぶ仲である。特にクラプトンとは仲がよく、これまでストーンズのステージにクラプトンがゲスト出演したことがあるが、これはキースからの呼びかけだという。クラプトンとは互いの音楽的趣味やライフ・スタイルが似ている点などがそうさせた要因でもある。1991年にはクラプトンの息子が転落死するという悲劇が起こった際、クラプトンの元には親族や友人含め多くの人物が彼を訪ねてきたが、キースはあえて会いには行かずクラプトンに対して追悼の手紙を出している。これはキースもまた、生後間もない息子を失った経験があることによるためである（詳しくは後述）。

## 私生活
キースは麻薬常習によって幾度と無く逮捕、起訴されている。特に1970年代の麻薬中毒者としてのイメージがあまりにも強烈なため、キースはロック界のジャンキーの代表人物として語られることが多く、何年にも渡り「次に最も早くドラッグで死にそうなロック・スター」と呼ばれ、そのジャンキーぶりにはクリーンアップに成功した後も長く生きられないのではないかという疑念も持たれることもあり、キースは50歳までに死んでいるだろうとも言われたこともある。また、猫を蛙だと思い飼っていたことがあるという。
キースの麻薬中毒期の伝説の一つに「キースはドラッグ治療の一環として、全身の血液を全て交換してもらった」という有名な逸話がある。だがこれは辛かった治療を語るのが嫌で「どうやってドラッグを断ったのか？」の質問に「血液を入れ替えたんだ」とウソをついたと、のちに本人が血液の交換は作り話だったことを語る。しかし周囲の人間からは、血液交換の事実を認める証言も多く、未だ真相は謎のままである。
また、血液を入れ替えた直後に「これでまた麻薬が打てる」と言ったといわれている。
1977年3月にはカナダのトロントで騎馬警官隊によって、夫人のアニタ・パレンバーグと共に、ヘロインの不法所持で逮捕された。この逮捕により、7年の懲役刑が予想され、終身刑の可能性も危ぶまれ、ストーンズの存続の最大級危機に見舞われたが、盲人のためのチャリティー・コンサートを行う条件で、無罪判決となった（この判決は、キースが当時面倒を見ていたストーンズ・ファンの盲目の少女が判事の家に赴き、キースを刑務所行きにしないよう懇願したためであると言われている）。この事件を機にキースは本格的に麻薬中毒の治療に乗り出し、麻薬から手を切ることに成功した。彼は二度と逮捕されることがないようにと手錠に似たブレスレットをはめ、指には骨の指輪をつけている。2007年に雑誌のインタビューで「父親の遺灰をコカインと混ぜて吸った」と発言し、物議を醸したがこの発言はジョークだったと撤回。
ロックスターの生き字引のようなキースであるが、女性関係については同じストーンズのメンバーであるミックやビル・ワイマンなどのような、派手な女性関係はあまりない。オリジナルメンバーの中では最も遅い結婚であっただけでなく、ストーンズデビュー前にガールフレンドと別れてからは、アニタ・パレンバーグとの関係が始まるまで恋人らしい人間の関係はなかった。1967年、キースは当初ブライアン・ジョーンズの恋人だったアニタ・パレンバーグと付き合い始めた。これは、ドラッグなどの問題から精神的に追い詰められつつあったブライアンが度々暴力的になっていたのを見かねて、キースが彼女の相談に乗るようになったことがきっかけだったという。二人は正式な結婚は結ばなかったが、約10年という長期に渡って事実婚という形で生活をしており、2人の間には長男マーロン及び長女ダンデライオン（後にアンジェラと改名）、1976年には次男タラをもうけている。しかしタラは生後2ヶ月余りで、ベビーベッドで窒息死するという悲劇に見舞われている。この不幸がきっかけで、2人は逃げるようにドラッグへの依存が深刻化し麻薬中毒の悪化が進んだ。しかし、前述のようにキースは麻薬から手を引くことを決意し本格的な治療に乗り出したが、アニタは中々治療が進まず、1979年にはキースの自宅でアニタが連れ込んだ17歳の少年が、アニタの目の前で拳銃自殺をした事件を境に2人は決定的に破局を迎える。ちなみに、ストーンズの楽曲にもあるダンデライオンとは「たんぽぽ」の意。
1983年にモデルのパティ・ハンセンと再婚し2人の子供・セオドーラとアレクサンドラを授かり、現在は4児の父親である。また、キースとの肉体的な関係があったわけではないが、後に60年代にミックの恋人であったマリアンヌ・フェイスフルは、「キースと付き合いたかったが、キースからミックと付き合った方がためになる」と言われたためミックと付き合うようになったと発言している。

## ギター・プレイについて

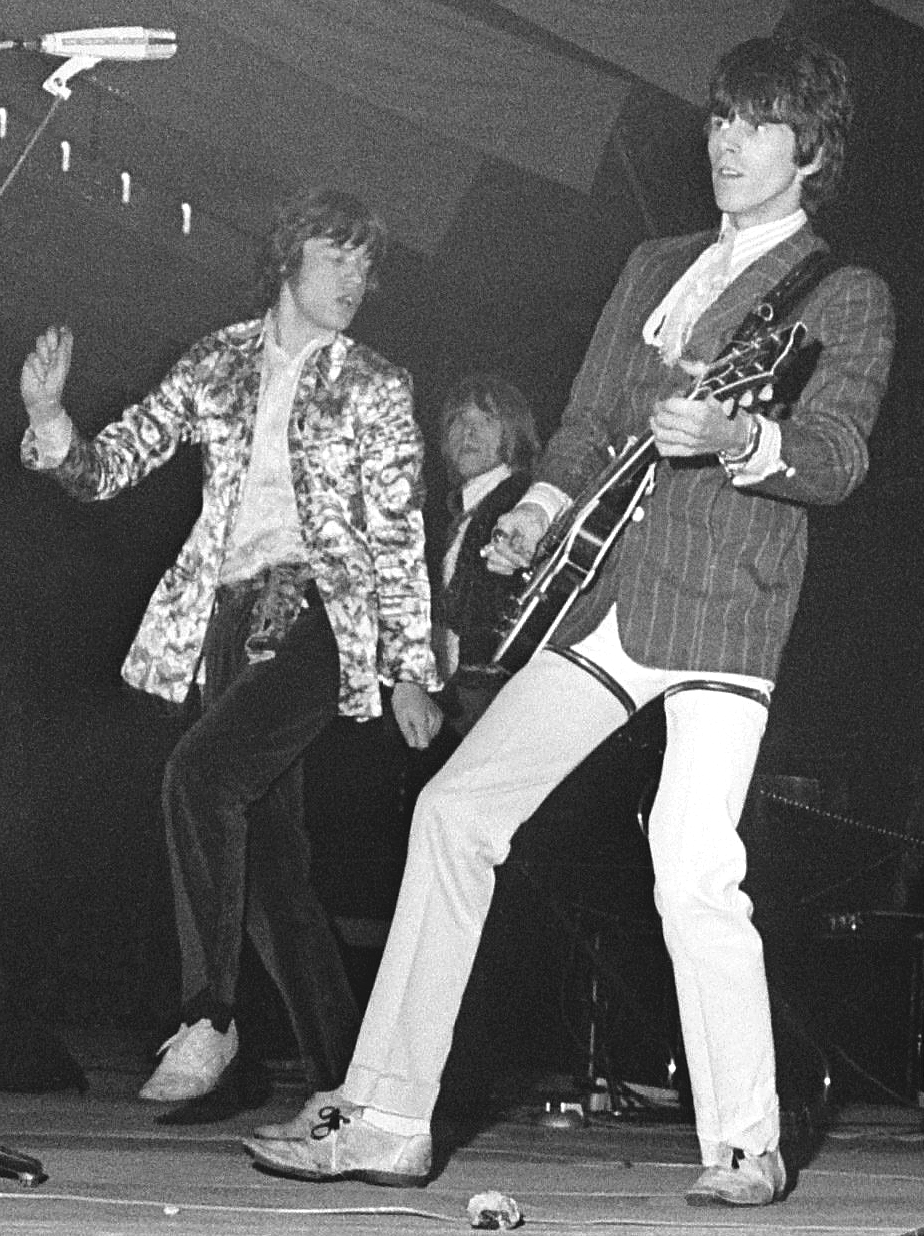
1967年4月、デン・ハーグにて

彼のギターの演奏スタイルは、ストーンズの変化と共に発展した。ブライアン・ジョーンズ在籍時にはリード・ギターを担当することが多く（スライド・ギターに関してはブライアンがリード・ギターを担当した）、この当時はチャック・ベリーの影響を大きく受けたスタイルで演奏している。デビュー当初からしばらくは、彼のギターはチャック・ベリーやブルースのコピーの域を越えないものであったが、ジャガー・リチャーズ名義でオリジナル曲を作曲するようになってからは、「サティスファクション」などで、キャッチーなリフを生み出すようになる。しかし、彼が本当の意味で自身のギタースタイルを確立するのは、1960年代後期からである。
1966～67年頃、ストーンズは、当時流行していたサイケデリック・ロック路線の影響を受け、ルーツであるブルースから最も遠ざかっていた時期である。更にミック、キース、ブライアンのドラッグによる逮捕、それに伴うブライアンのバンド内での求心力の消失により、ツアー活動も停滞を余儀なくされていた。この空白期間を利用して、キースは再度、自身のブルースのレコードコレクションを聴き漁り、いわゆる戦前ブルースの研究に没頭した。そして、当時のブルースマンのギター奏法の特徴であった、オープン・チューニングを自身のギターに取り入れていった。そしてその成果は、1968年のヒットシングル「ジャンピン・ジャック・フラッシュ」とアルバム『ベガーズ・バンケット』に結実した。その一方で、同時期には、いわゆるチョーキング・ビブラートを利かせたギター・ソロへの関心もあったようで、アルバム『ビトウィーン・ザ・バトンズ』あたりでは、その手のプレイに果敢にトライし、翌1968年のアルバム『ベガーズ・バンケット』での「悪魔を憐れむ歌」の間奏では、見事なまでのチョーキング・ビブラートを利かせたギター・ソロを披露している（当初、エリック・クラプトンによるものと噂されていた）。
そしてこの頃、アメリカのカントリー・ロックのパイオニア、グラム・パーソンズとの交流、さらにアルバム『レット・イット・ブリード』のセッションに参加したライ・クーダーのスライド・ギター奏法の影響を強く受け、この時期にオープンGチューニングを取り入れる（ライ・クーダーは「キースに盗まれた」と主張している）。オープンGチューニングは、6弦からD・G・D・G・B・Dにチューニングし、やがてキースは、コードを指1本で抑える際に6弦が邪魔だ、と言う理由で6弦を外した(緩んだ6弦から出る耳障りなノイズを嫌ったともあるインタビューで述べている)。これは、バンジョーの一般的なチューニングと同じである。やがてこれが彼のトレードマークとなり、「ホンキー・トンク・ウィメン」「ブラウン・シュガー」「スタート・ミー・アップ」などといった、数多くのヒット曲がこのオープンGチューニングから生まれた。
1969年ブライアンの脱退により、ミック・テイラーがセカンド・ギタリストとして加入すると、ギターソロはほとんどテクニシャンのテイラーに任せ、自身はリズムに徹するようになる。彼が「史上最高のリズム・ギタリスト」の異名を取るようになるのはこの頃からで、テイラー在籍時の1970年代初頭において、完全に自身のギタースタイルを確立する。
他のギタリストと比べた、キースの特徴的な奏法の特徴の一つとして、休符の入れ方が挙げられる。多くのギタリストがオルタネイトピッキングを基調とするコードストロークの延長線上でリフやバッキングフレーズを弾くが、キースはその独特のピッキングスタイルとして、コードストロークを入れずに右腕を宙に浮かせる挙動を度々行う様が観察できる。彼の演奏が生み出す休符のバリエーションが、一見単調に聞こえがちなリフに多彩なバリエーションを与えている。
1974年テイラーが脱退し、ロン・ウッドが参加してからは、自身と似たギタースタイルのロンと、どちらがリードで、どちらがリズムとも言えない独特の絡みを聴かせているが、時に自分でもロンとどちらのギターなのか分からなくなるとも語っており、それはライヴで特に顕著になるという。いわゆるスーパー・ギタリスト的なテクニックは持ち合わせておらず、少なくとも現在のレベルから考えればけっして巧いとは言い難いが、単に技術の上下だけでは語れない「キース・リチャーズ」としてのギタースタイルがストーンズ・サウンドの核であり、キース無しではストーンズは存在し得ない。そのスタイルは、多くのギタリストに影響を与え続けている。

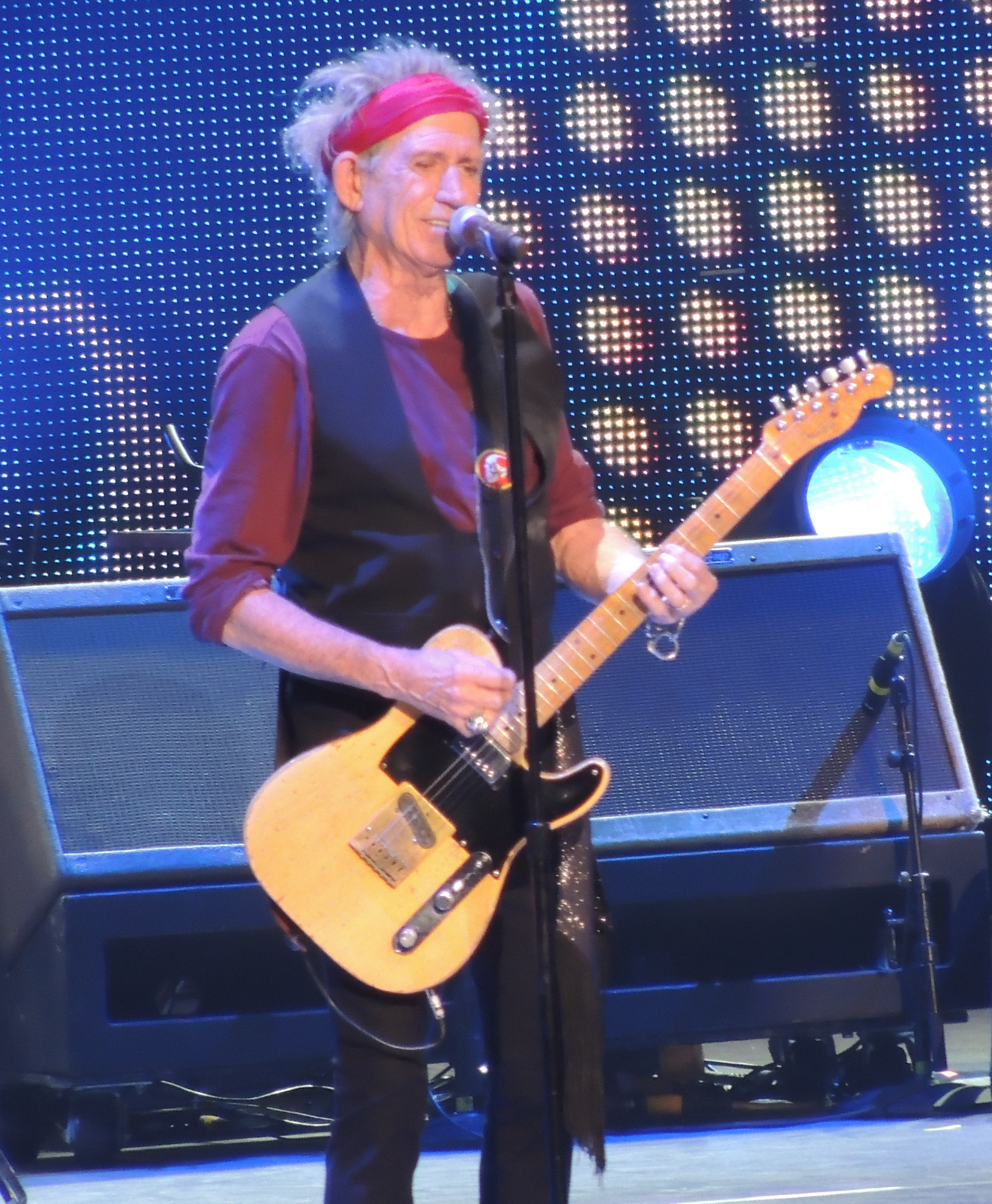
愛用するフェンダー・テレキャスター（2012年）

デビュー以来、様々なギターを使用しており、60年代では主にギブソンやエピフォン等を使用していたが、最も代表的な機種は、70年代から使用され始めたフェンダー・テレキャスターである。前述の5弦オープンGチューニングは、ほとんどテレキャスターで用いられている。また、ソロアルバム『トーク・イズ・チープ』での活動及び1989～1990年の『スティール・ホイールズ』ツアーでは、本人いわく「久しぶりにグッとくるギターに出会った」「大抵のギターは何かしら自分で手を加えちまうけど、このギターはそのままで素晴らしい」と語る、メーカーから提供されたミュージックマン・シルエットをレギュラー・チューニングでのメインギターとして使用した。現在はレギュラー・チューニングの楽曲では、ギブソンのES-355、レスポールTV等を主に使用している。
一部の楽曲では、ベース、ピアノ、キーボード等も弾いている。先の「悪魔を憐れむ歌」のセッションでもキースがベースを演奏して、本来のベーシストであるビル・ワイマンがパーカッションを演奏している姿が映画「ワン・プラス・ワン」の一シーンで垣間見られる。
また、最近はボーカリストとしての評価も高い。ミックとはまた違ったハスキーボイス（というよりも、彼の場合は「枯れた」と表現する方が正しい）は、非常に個性的である。デビュー当時は線が細めのキーの高い声で、その声はコーラスワークで多用されたが、70年代後期から声質が変わっていき、潰れたドスの利いた声に変貌した（しかしながら、彼のハイトーンが活かされた「ハッピー」は、未だコンサートでの定番曲である）。その分に声に味が出ているといえる。特にバラードにおいては、他の追随を許さない渋い味わいを醸し出している。近年では、ミックの休憩も兼ねて、ライブの中盤にキースが2曲ボーカルを採るのが定番になっているが、この際の選曲の妙でファンを沸かせることも間々ある。

## ソロ・シングル
- 「ラン・ルドルフ・ラン / ハーダー・ゼイ・カム」（1978年）

## ソロ・アルバム
- トーク・イズ・チープ - Talk Is Cheap（1988年）
- ライヴ・アット・ザ・パラディアム'88 - Live at the Hollywood Palladium（1991年）
- メイン・オフェンダー〜主犯〜 - Main Offender（1992年）
- クロスアイド・ハート - Crosseyed Heart（2015年）

## ゲスト参加作品
- ビリー・プレストン - 『神の掟』(1969)
- ロン・ウッド - 『俺と仲間』(1974)、『ナウ・ルック』(1975)、『ギミ・サム・ネック』(1979)
- ピーター・トッシュ ‐ 『ブッシュ・ドクター』(1978)
- イアン・マクレガン - 『トラブルメイカー』(1979)
- トム・ウェイツ - 『レイン・ドッグ』(1985)、『ボーン・マシーン』(1992)、『バッド・アズ・ミー』(2011)
- チャック・ベリー - 『ヘイル!ヘイル!ロックンロール』(1987)
- バーニー・ウォーレル - 『ファンク・オブ・エイジズ』(1990)
- ジョン・リー・フッカー - 『ミスター・ラッキー』(1991)
- チーフタンズ - 『ロング・ブラック・ヴェイル』(1995)
- B.B.キング - 『デューシズ・ワイルド』(1997)
- シェリル・クロウ - 『ライヴ・フロム・セントラル・パーク』(1999)
- バディ・ガイ - 『ブリング・エム・イン』(2005)、『ザ・ブルース・イズ・アライヴ・アンド・ウェル』(2018)
- レス・ポール&フレンズ - 『レス・ポール・トリビュート』(2005)
- ジェリー・リー・ルイス - 『ラスト・マン・スタンディング』(2006)
- アーロン・ネヴィル - 『マイ・トゥルー・ストーリー』(2013)